# Urban Gad
 Der er flere personer med dette navn, se Urban Gad (søofficer).
Peter Urban Bruun Gad (12. februar 1879 i Korsør – 26. december 1947 i København) var en dansk filminstruktør, manuskriptforfatter og forfatter. Han betragtes som en af pionererne indenfor den tidlige danske stumfilm.
Urban Gad var søn af kontreadmiral Urban Gad og forfatterinden Emma Gad og var også Paul Gauguins nevø. Han blev uddannet landskabsmaler under Fritz Thaulow Paris, men vendte sig ved sin hjemkost til Danmark mod skuespillet; først ved Dagmarteatret og derefter ved Det ny Teater. Han var gift med den danske stumfilmsstjerne Asta Nielsen (1912-1918; ægteskab opløst), og senere med den tyske skuespillerinde Esther Burgert Westenhagen (Esther Gad) (1922-1947). Urban Gad døde 26. december 1947, og ligger begravet på Humlebæk Kirkegård.
På Det ny Teater mødte han Asta Nielsen, som ikke rigtigt kunne finde indpas på scenen, men Urban Gad kunne i hende se et uforløst potentiale, og han skrev filmmanuskriptet til filmen Afgrunden specifikt til hende. Filmen optog de i 1910 med Urban Gad som instruktør og Asta i hovedrollen. Filmen blev Urban Gads såvel som Asta Nielsens europæiske gennembrud, en milepæl i dansk stumfilmhistorie og en stor publikumssucces. Filmen var et erotisk kærlighedsdrama om spillelærerinden Magda Vang (Asta Nielsen), der er forlovet med præstesønnen Knud Svane (Robert Dinesen), men som bliver betaget af cirkusartisten Rudolph Stern (Poul Reumert) som hun løber væk med. Han udnytter hende og har andre kvinder, og da han prøver at sælge hende tilbage til Knud, dræber hun ham på trods af, at hun elsker ham. I sidste scene bliver hun ført væk af politiet.
Efter succes'en med Afgrunden flyttede Urban Gad til Tyskland sammen med Asta Nielsen, hvor de blev gift i 1912. Sammen producerede de 33 film i Berlin med ham som manuskriptforfatter og instruktør og hende som hovedperson, mange af dem var publikumssucceser og finansielt profitable. Den måske bedst kendte af hans film, komedien Den lille engel (Engelein) (1914), stammer fra denne periode. I den spiller en nu 32-årig Asta en 17-årig pige, der i filmen skal udgive sig for at være 12 år for at arve sin rige onkel fra USA.
I 1915 var Urban Gad og Asta Nielsens professionelle samarbejde ophørt, og de blev skilt i 1918. Efter bruddet fortsatte Urban Gad med at lave film for flere andre af tidens store stumfilmsstjerner. Fra 1916-21 producerede og instruerede han ca. 22 film. Herefter vendte han tilbage til Danmark, og hvor han sluttede sin filmkarriere med en Fy og Bi film, Lykkehjulet, som havde premiere 26. december 1926.
Men selv om Urban Gad derefter var ophørt aktivt med at instruere og producere film, forblev han i filmens verden. Han fik biografbevilling til Grand Teatret, hvor han var direktør de næste 25 år. Efter hans død overtog hans kone teaterledelsen. Han forfattede derudover også to bøger om film Filmen: Dens Midler og Maal (1919) og Klunketiden paa en anden Maade (1949).

## Filmografi
- 1910 : Afgrunden
- 1910 : En Rekrut fra 64
- 1911 : Unge hjerter
- 1911 : I det store Øjeblik
- 1911 : Den store Flyver
- 1911 : Den sorte Drøm
- 1911 : Gennem Kamp til Sejr
- 1911 : Dyrekøbt Glimmer
- 1911 : Natsværmeren
- 1911 : Den store elskov
- 1911 : Det hede Blod
- 1911 : Landevejens Pige
- 1912 : Proletarpigen
- 1912 : Pigen uden Fædreland
- 1912 : Det berygtede Hus
- 1912 : Dødedansen
- 1912 : Naar Masken falder
- 1912 : Den vilde Jæger
- 1912 : Jaget til døde
- 1912 : Generalens Børn
- 1913 : Stemmeretsdamen
- 1913 : Filmprimadonnaen
- 1913 : S. 1.
- 1913 : Fædrenes Synd
- 1913 : Ungdom og Daarskab
- 1913 : Admiral Gad (Humlebæk)
- 1913 : Komedianter
- 1913 : Spansk Elskov
- 1914 : Den lille engel
- 1914 : Forhus og baghus
- 1914 : Zapatas Bande
- 1914 : Barnet kalder
- 1914 : Ilden
- 1914 : Asta Nielsen privatoptagelser
- 1915 : Landevejens Datter
- 1915 : Den falske Asta Nielsen
- 1916 : De hvide roser
- 1916 : Den evige Nat
- 1916 : Den lille Engels Bryllup
- 1917 : Askepot
- 1921 : Ich bin Du
- 1921 : Der Liebeskorridor
- 1921 : Mein Mann - Der Nachtredakteur
- 1921 : Christian Wahnschaffe, 2. Teil - Die Flucht aus dem goldenen Kerker
- 1921 : Der Vergiftete Strom
- 1921 : Die Insel der Verschollenen
- 1922 : Hanneles Himmelfahrt
- 1922 : Graf Festenberg
- 1926 : Lykkehjulet
- 1957 : Lutter løjer